# منتخب بوتان لكرة السلة للسيدات
منتخب بوتان لكرة السلة للسيدات هو ممثل بوتان الرسمي في المنافسات الدولية في كرة السلة للسيدات
.